# Бабна Полиця
Бабна Полиця (словен. Babna Polica) — поселення в общині Лошка Долина, Регіон Нотрансько-крашка, Словенія. Висота над рівнем моря: 756,3 м.